# Hood River–White Salmon Interstate Bridge
Die Hood River–White Salmon Interstate Bridge (Hood River Bridge) ist eine Straßenbrücke über den Columbia River zwischen Hood River, Oregon, und White Salmon, Washington, in den Vereinigten Staaten.
Auf der Seite Oregons schließt sie an die Interstate 84/U.S. Route 30, auf der Seite Washingtons an die State Route 14.
Bauherr war die Oregon-Washington Bridge Company. Das Bauwerk wurde am 9. Dezember 1924 für den Verkehr freigegeben. Betreiber ist seit 1950 der Port of Hood River.
Die Brücke verläuft quer über den Columbia River bei Strommeile 169,8. Die Konstruktion hat 20 Stützen. In der Mitte befindet sich eine Hubbrücke mit einer lichten Weite von 75 m, um hohe Schiffe passieren zu lassen (die lichte Höhe beträgt dann 45 m statt normalerweise 17,3 m). Im Jahre 1938 erfolgte ein Umbau, da der Wasserspiegel aufgrund des Bonneville Dam gestiegen war.
Die Brücke hat zwei Fahrstreifen, die nur 2,86 m (9′ 4,75″) breit sind. Fahrzeuge dürfen maximal ein Gewicht von 36,2 t (80.000 lbs) und eine Höhe von 4,44 m (14′ 7″) haben.
Das Verkehrsaufkommen beträgt ca. 4 Millionen Fahrzeuge jährlich. Die Maut wird elektronisch durch BreezeBy erhoben, Barzahlung ist aber möglich.
Nachbarbrücken auf dem Columbia sind stromaufwärts die The Dalles Bridge (Strommeile 191) und stromabwärts die Bridge of the Gods (Strommeile 148).